# Joseph Reynolds Green
Joseph Reynolds Green, född 1848, död 1914, var en brittisk botaniker. 
Joseph Reynolds Green blev filosofie doktor i Cambridge 1894 och professor vid Pharmaceutical Society of Great Britain i London 1887. Som växtfysiolog undersökte han särskilt fermentationen i samband med groning och tillväxt. Green utgav The soluble ferments and fermentation (1899, 2:a upplagan 1901, tysk översättning samma år), A history of botany 1860–1900 (1909), A history of botany in the United Kingdom (1914) samt handböcker i botanik och växtfysiologi.